# Saint-Georges-de-Noisné
Pour les articles homonymes, voir Saint-Georges, Saint Georges (homonymie) et Georges.
Saint-Georges-de-Noisné est une commune du Centre-Ouest de la France située dans le département des Deux-Sèvres en région Nouvelle-Aquitaine.

## Géographie
Les communes limitrophes sont Augé, Clavé, Exireuil, Saint-Lin, Saivres et Verruyes.
| Verruyes | Verruyes·Saint-Lin      |          |
| Augé     | Saint-Georges-de-Noisné | Clavé    |
| Augé     | Saivres                 | Exireuil |

### Climat
Le climat qui caractérise la commune est qualifié, en 2010, de « climat océanique franc », selon la typologie des climats de la France qui compte alors huit grands types de climats en métropole. En 2020, la commune ressort du type « climat océanique » dans la classification établie par Météo-France, qui ne compte désormais, en première approche, que cinq grands types de climats en métropole. Ce type de climat se traduit par des températures douces et une pluviométrie relativement abondante (en liaison avec les perturbations venant de l'Atlantique), répartie tout au long de l'année avec un léger maximum d'octobre à février.
Les paramètres climatiques qui ont permis d’établir la typologie de 2010 comportent six variables pour les températures et huit pour les précipitations, dont les valeurs correspondent à la normale 1971-2000. Les sept principales variables caractérisant la commune sont présentées dans l'encadré ci-après.
| Paramètres climatiques communaux sur la période 1971-2000 - Moyenne annuelle de température : 11,6 °C - Nombre de jours avec une température inférieure à −5 °C : 2,2 j - Nombre de jours avec une température supérieure à 30 °C : 4,9 j - Amplitude thermique annuelle : 15,1 °C - Cumuls annuels de précipitation : 985 mm - Nombre de jours de précipitation en janvier : 13,2 j - Nombre de jours de précipitation en juillet : 7,3 j |

Avec le changement climatique, ces variables ont évolué. Une étude réalisée en 2014 par la Direction générale de l'Énergie et du Climat complétée par des études régionales prévoit en effet que la  température moyenne devrait croître et la pluviométrie moyenne baisser, avec toutefois de fortes variations régionales. La station météorologique de Météo-France installée sur la commune et en service de 1995 à 2016 permet de connaître l'évolution des indicateurs météorologiques. Le tableau détaillé pour la période 1981-2010 est présenté ci-après.
| Mois                                  | jan.            | fév.            | mars          | avril         | mai            | juin           | jui.          | août          | sep.          | oct.          | nov.            | déc.            | année     |
| ------------------------------------- | --------------- | --------------- | ------------- | ------------- | -------------- | -------------- | ------------- | ------------- | ------------- | ------------- | --------------- | --------------- | --------- |
| Température minimale moyenne (°C)     | 2,4             | 2,4             | 4,4           | 6,5           | 10,1           | 13,1           | 14,3          | 14,4          | 11,5          | 9,4           | 5               | 2,4             | 8         |
| Température moyenne (°C)              | 5,4             | 6,3             | 9             | 11,5          | 15,3           | 18,9           | 20,2          | 20,5          | 17,2          | 13,9          | 8,4             | 5,3             | 12,7      |
| Température maximale moyenne (°C)     | 8,4             | 10,1            | 13,6          | 16,6          | 20,5           | 24,7           | 26,1          | 26,6          | 22,9          | 18,3          | 11,9            | 8,3             | 17,4      |
| Record de froid (°C) date du record   | −10 07.01.09    | −9,1 08.02.12   | −10 01.03.05  | −3,2 07.04.08 | 0,3 08.05.1997 | 5,9 01.06.1996 | 6,3 12.07.00  | 6,9 22.08.14  | 3,5 27.09.10  | −1,4 25.10.03 | −6,3 24.11.1998 | −9,8 29.12.1996 | −10 2009  |
| Record de chaleur (°C) date du record | 17,2 05.01.1999 | 22,4 15.02.1998 | 25,8 20.03.05 | 29,4 30.04.05 | 33,4 30.05.01  | 37,5 30.06.15  | 38,4 19.07.16 | 40,4 05.08.03 | 34,2 12.09.16 | 30,3 03.10.11 | 22,6 08.11.15   | 19 07.12.00     | 40,4 2003 |
| Précipitations (mm)                   | 89,2            | 68,4            | 72            | 69            | 71,4           | 54,2           | 62,9          | 49,8          | 60,3          | 100,7         | 114,8           | 106             | 918,7     |

## Urbanisme

### Typologie
Au 1er janvier 2024, Saint-Georges-de-Noisné est catégorisée commune rurale à habitat très dispersé, selon la nouvelle grille communale de densité à sept niveaux définie par l'Insee en 2022.
Elle est située hors unité urbaine et hors attraction des villes,.

### Occupation des sols
L'occupation des sols de la commune, telle qu'elle ressort de la base de données européenne d’occupation biophysique des sols Corine Land Cover (CLC), est marquée par l'importance des territoires agricoles (94,8 % en 2018), en diminution par rapport à 1990 (96,5 %). La répartition détaillée en 2018 est la suivante : 
prairies (43,9 %), terres arables (34,3 %), zones agricoles hétérogènes (16,6 %), forêts (2,6 %), eaux continentales (2,6 %). L'évolution de l’occupation des sols de la commune et de ses infrastructures peut être observée sur les différentes représentations cartographiques du territoire : la carte de Cassini (XVIIIe siècle), la carte d'état-major (1820-1866) et les cartes ou photos aériennes de l'IGN pour la période actuelle (1950 à aujourd'hui).

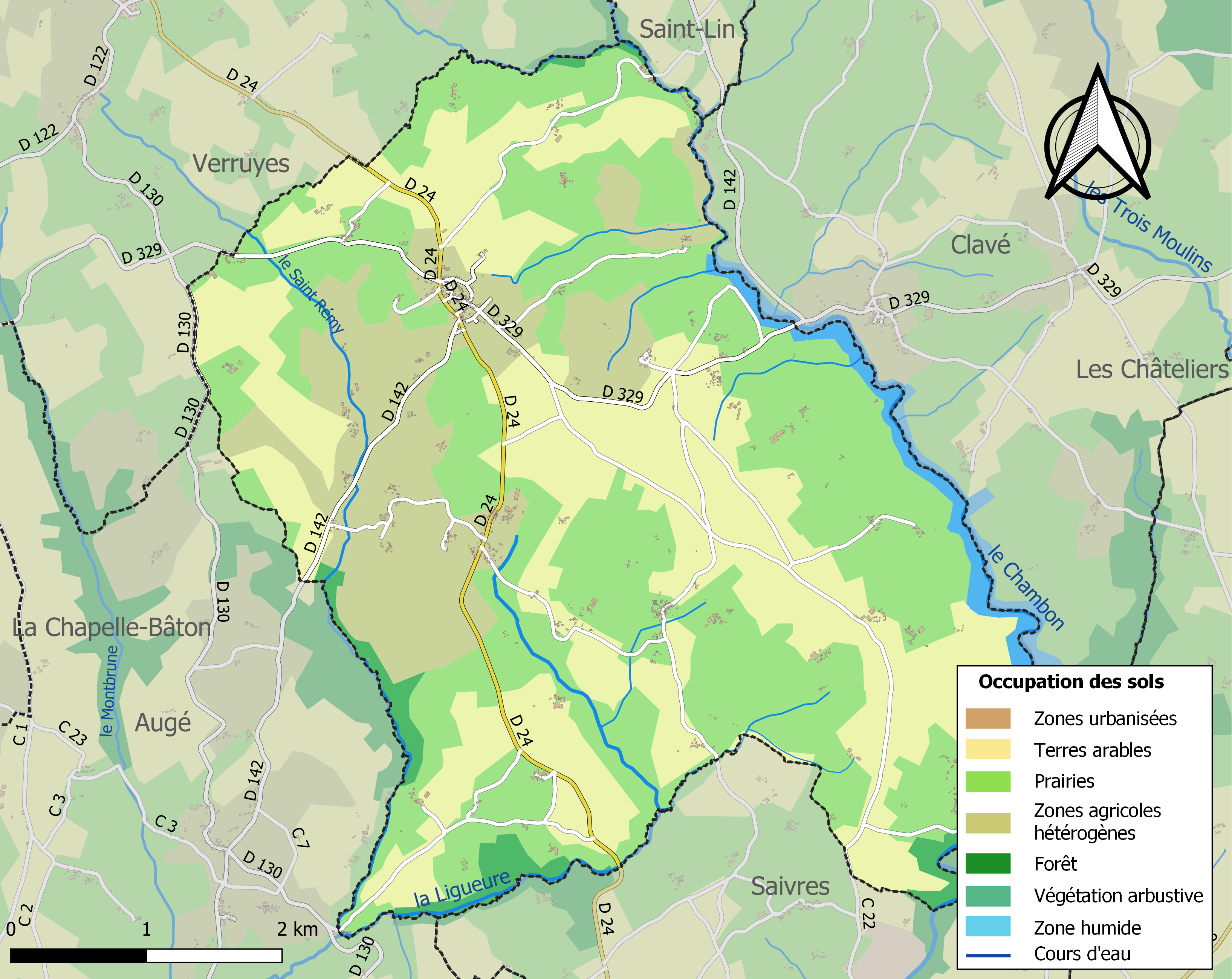
Carte des infrastructures et de l'occupation des sols de la commune en 2018 (CLC).

### Risques majeurs
Le territoire de la commune de Saint-Georges-de-Noisné est vulnérable à différents aléas naturels : météorologiques (tempête, orage, neige, grand froid, canicule ou sécheresse), inondations, mouvements de terrains et séisme (sismicité modérée). Il est également exposé à deux risques technologiques,  le transport de matières dangereuses et la rupture d'un barrage, et à un risque particulier : le risque de radon. Un site publié par le BRGM permet d'évaluer simplement et rapidement les risques d'un bien localisé soit par son adresse soit par le numéro de sa parcelle.

#### Risques naturels
Certaines parties du territoire communal sont susceptibles d’être affectées par le risque d’inondation par débordement de cours d'eau, notamment le Chambon et la Ligueure. La commune a été reconnue en état de catastrophe naturelle au titre des dommages causés par les inondations et coulées de boue survenues en 1982, 1983, 1992, 1999, 2010 et 2019,.

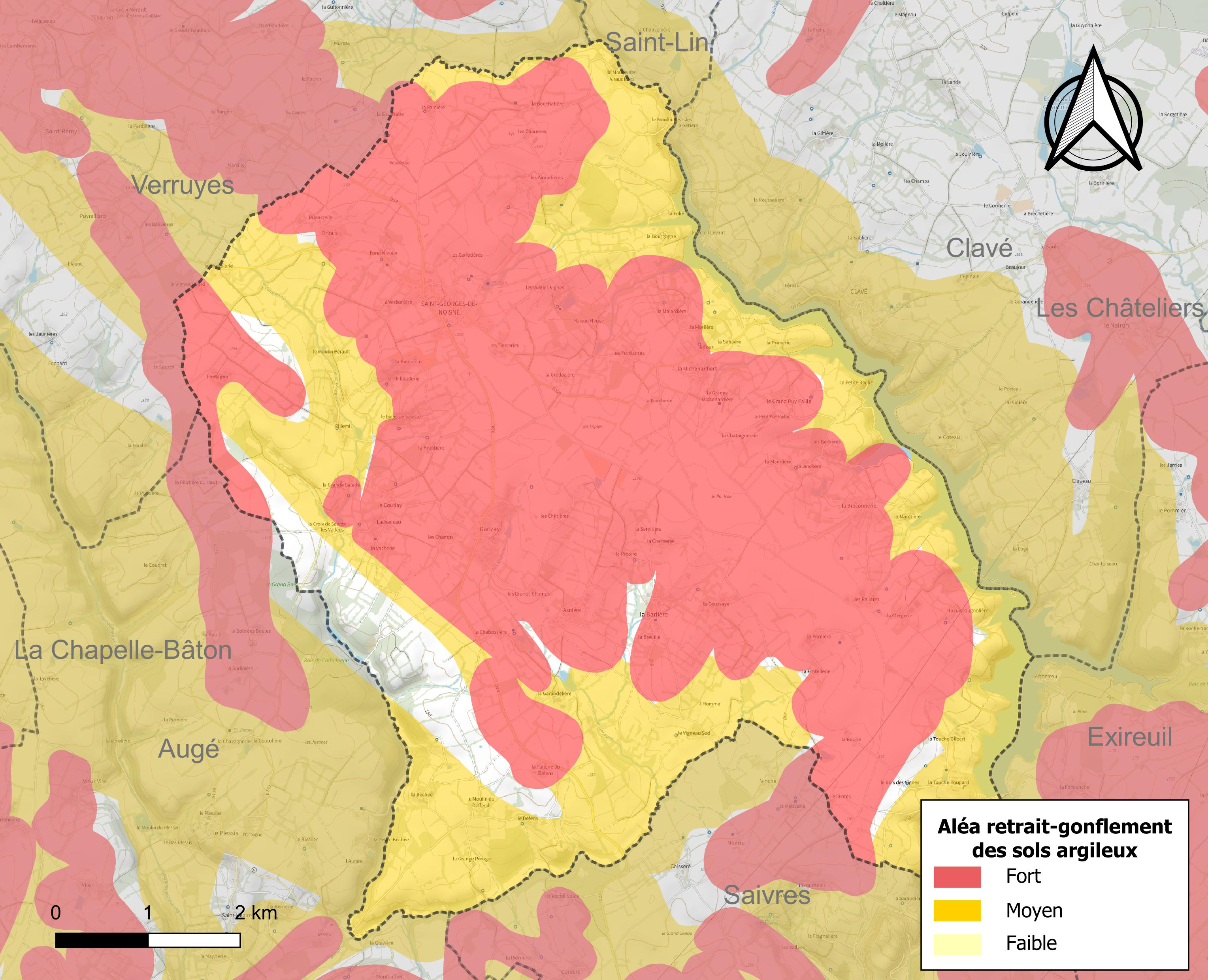
Carte des zones d'aléa retrait-gonflement des sols argileux de Saint-Georges-de-Noisné.

Les mouvements de terrains susceptibles de se produire sur la commune sont des tassements différentiels. Le retrait-gonflement des sols argileux est susceptible d'engendrer des dommages importants aux bâtiments en cas d’alternance de périodes de sécheresse et de pluie. 93,9 % de la superficie communale est en aléa moyen ou fort (54,9 % au niveau départemental et 48,5 % au niveau national). Depuis le 1er octobre 2020, en application de la loi ELAN, différentes contraintes s'imposent aux vendeurs, maîtres d'ouvrages ou constructeurs de biens situés dans une zone classée en aléa moyen ou fort,.
La commune a été reconnue en état de catastrophe naturelle au titre des dommages causés par la sécheresse en 1989, 1991, 2003, 2011 et 2017 et par des mouvements de terrain en 1999 et 2010.

#### Risque technologique
La commune est en outre située en aval du barrage de la Touche Poupard, un ouvrage de classe A mis en service en 1995 sur le cours d’eau le Chambon, affluent de la Sèvre Niortaise. À ce titre elle est susceptible d’être touchée par l’onde de submersion consécutive à la rupture de cet ouvrage.

#### Risque particulier
Dans plusieurs parties du territoire national, le radon, accumulé dans certains logements ou autres locaux, peut constituer une source significative d’exposition de la population aux rayonnements ionisants. Selon la classification de 2018, la commune de Saint-Georges-de-Noisné est classée en zone 3, à savoir zone à potentiel radon significatif.

## Politique et administration
| Période                                  | Période  | Identité        | Étiquette | Qualité     |
| ---------------------------------------- | -------- | --------------- | --------- | ----------- |
| Les données manquantes sont à compléter. |          |                 |           |             |
| avant 1981                               | ?        | Roger Fouet     |           |             |
| juin 1995                                | 2020     | Bernard Faucher |           |             |
| 2020                                     | En cours | Ludovic Bire    |           | Agriculteur |

## Population et société

### Démographie
À partir du XXIe siècle, les recensements réels des communes de moins de 10 000 habitants ont lieu tous les cinq ans. Pour Saint-Georges-de-Noisné, cela correspond à 2007, 2012, 2017, etc. Les autres dates de « recensements » (2006, 2009, etc.) sont des estimations légales.
| 1793  | 1800  | 1806  | 1821  | 1831  | 1836  | 1841  | 1846  | 1851  |
| ----- | ----- | ----- | ----- | ----- | ----- | ----- | ----- | ----- |
| 1 142 | 1 386 | 1 270 | 1 391 | 1 526 | 1 578 | 1 543 | 1 599 | 1 626 |

| 1856  | 1861  | 1866  | 1872  | 1876  | 1881  | 1886  | 1891  | 1896  |
| ----- | ----- | ----- | ----- | ----- | ----- | ----- | ----- | ----- |
| 1 614 | 1 597 | 1 569 | 1 533 | 1 487 | 1 554 | 1 548 | 1 592 | 1 549 |

| 1901  | 1906  | 1911  | 1921  | 1926  | 1931  | 1936  | 1946  | 1954 |
| ----- | ----- | ----- | ----- | ----- | ----- | ----- | ----- | ---- |
| 1 515 | 1 516 | 1 488 | 1 384 | 1 358 | 1 307 | 1 246 | 1 083 | 979  |

| 1962 | 1968 | 1975 | 1982 | 1990 | 1999 | 2006 | 2007 | 2012 |
| ---- | ---- | ---- | ---- | ---- | ---- | ---- | ---- | ---- |
| 940  | 860  | 824  | 753  | 696  | 657  | 685  | 688  | 713  |

| 2017 | 2022 | - | - | - | - | - | - | - |
| ---- | ---- | - | - | - | - | - | - | - |
| 700  | 685  | - | - | - | - | - | - | - |

## Lieux et monuments
- Église Saint-Georges de Saint-Georges-de-Noisné.

## Personnalités liées à la commune
Henriette Aymer de La Chevalerie : né le 11 août 1777 au château de la Chevalerie, à Saint-Georges de Noisné, elle participa à la fondation de la Congrégation des Sacrés-Cœurs de Jésus et de Marie<Mon Dieu me voilà..., de Jacques Christophe></https://excerpts.numilog.com/books/9782307421252.pdf>, en procès de canonisation.